# Jim Brickman

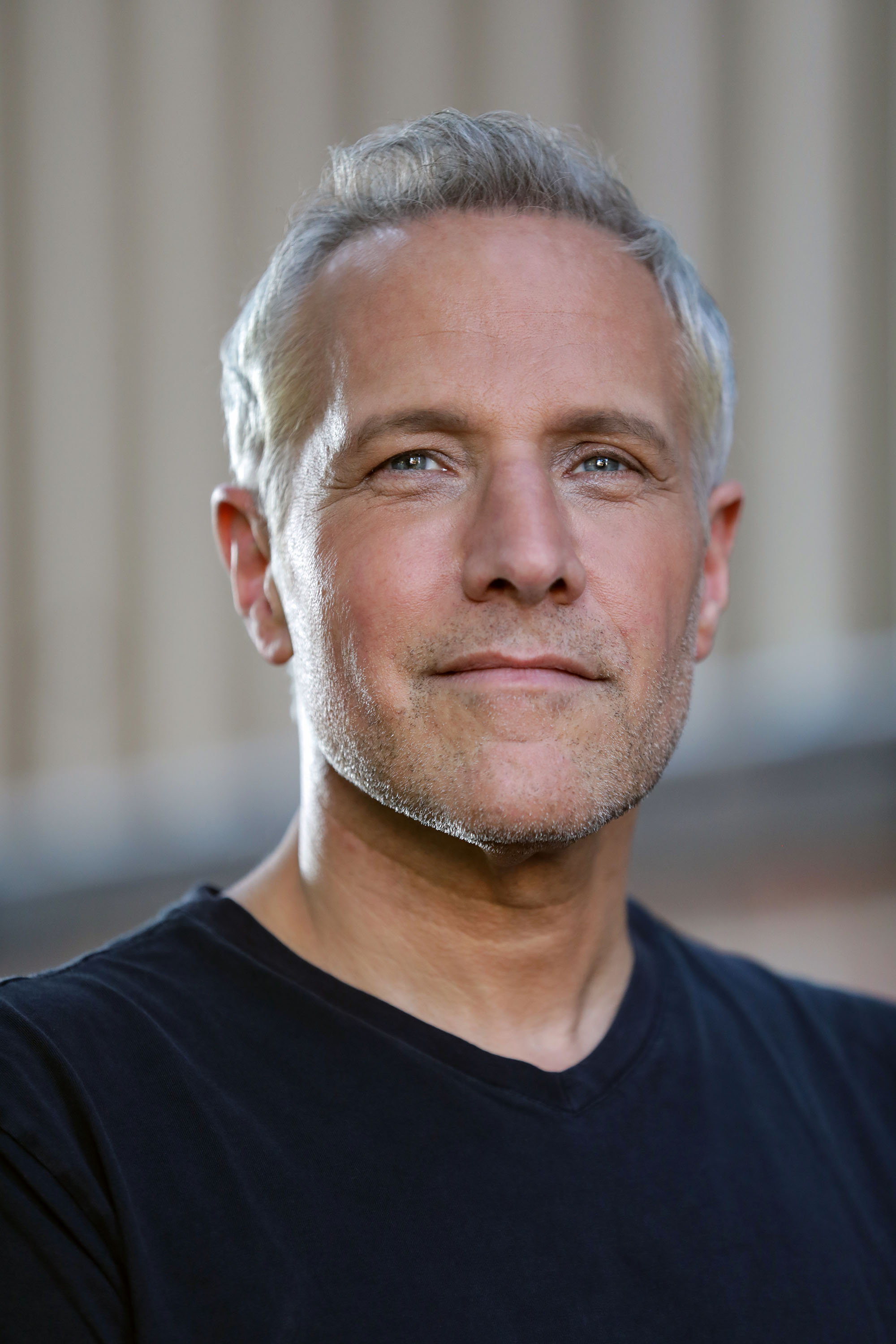
Jim Brickman (2018)

Jim Brickman (* 20. November 1961 in Cleveland, Ohio) ist ein US-amerikanischer Pianist und Songwriter.

## Biografie
Brickman genoss eine klassische Musikausbildung, wandte sich aber früh der populären Musik zu. In den ersten Jahren schrieb er zum einen Musik für Werbung für Großunternehmen wie Kellogg’s und Isuzu. Zum anderen arbeitete er mit Jim Henson zusammen und machte Musik für die Muppets Show und die Sesamstraße.
Sein erstes eigenes Album mit sanfter Popmusik für Klavier veröffentlichte er erst 1994. In den New-Age-Albumcharts hatte er damit einen Achtungserfolg. Bereits ein Jahr später schaffte es sein zweites Album By Heart: Piano Solos in die Billboard 200. In zwei Jahren verkaufte es sich über eine halbe Million Mal und wurde mit Gold ausgezeichnet.
Bis Ende 2017 veröffentlichte er inklusive Kompilationen mehr als 40 Alben, von denen 21 Platz 1 der New-Age-Charts erreichten und die bis 2013 fast alle auch in die offiziellen Charts kamen. Drei weitere Gold-Alben waren darunter.

## Diskografie

### Alben
| Jahr | Titel                                                                         | Höchstplatzierung, Gesamtwochen, AuszeichnungChartplatzierungen (Jahr, Titel, Platzierungen, Wochen, Auszeichnungen, Anmerkungen) | Höchstplatzierung, Gesamtwochen, AuszeichnungChartplatzierungen (Jahr, Titel, Platzierungen, Wochen, Auszeichnungen, Anmerkungen) | Anmerkungen           |
| Jahr | Titel                                                                         | US | New Age | Anmerkungen           |
| ---- | ----------------------------------------------------------------------------- | --- | --- | --------------------- |
| 1994 | No Words                                                                      | — | New Age13 (64 Wo.) |                       |
| 1995 | By Heart: Piano Solos                                                         | US187 Gold · (4 Wo.)US | New Age3 (102 Wo.) |                       |
| 1997 | Picture This                                                                  | US30 Gold · (29 Wo.)US | New Age1 (104 Wo.) |                       |
| 1997 | The Gift                                                                      | US48 Gold · (11 Wo.)US | New Age1 (33 Wo.) |                       |
| 1998 | Jim Brickman’s Visions of Love                                                | US170 (4 Wo.)US | — |                       |
| 1999 | Destiny                                                                       | US42 Gold · (16 Wo.)US | New Age1 (104 Wo.) |                       |
| 1999 | If You Believe                                                                | — | New Age17 (9 Wo.) |                       |
| 2000 | My Romance: An Evening with Jim Brickman                                      | US75 (12 Wo.)US | New Age1 (85 Wo.) |                       |
| 2001 | Simple Things                                                                 | US54 (12 Wo.)US | New Age2 (96 Wo.) |                       |
| 2002 | Love Songs and Lullabies                                                      | US73 (8 Wo.)US | New Age1 (83 Wo.) |                       |
| 2004 | Peace                                                                         | US87 (8 Wo.)US | New Age1 (16 Wo.) |                       |
| 2004 | Greatest Hits                                                                 | US134 (3 Wo.)US | New Age1 (104 Wo.) |                       |
| 2005 | Grace                                                                         | US88 (3 Wo.)US | New Age1 (100 Wo.) |                       |
| 2005 | The Disney Songbook                                                           | US142 (1 Wo.)US | New Age1 (70 Wo.) |                       |
| 2006 | Pure Jim Brickman                                                             | — | New Age2 (77 Wo.) |                       |
| 2006 | Escape                                                                        | US105 (1 Wo.)US | New Age1 (78 Wo.) |                       |
| 2007 | Homecoming                                                                    | US96 (6 Wo.)US | New Age1 (18 Wo.) |                       |
| 2008 | Valentine                                                                     | — | New Age1 (50 Wo.) |                       |
| 2008 | Unspoken                                                                      | US199 (1 Wo.)US | New Age1 (71 Wo.) |                       |
| 2008 | The Hymns & Carols of Christmas                                               | US82 (1 Wo.)US | New Age4 (1 Wo.) |                       |
| 2009 | Ultimate Love Songs: The Very Best of Jim Brickman                            | — | New Age2 (55 Wo.) |                       |
| 2009 | Beautiful World                                                               | US89 (1 Wo.)US | New Age1 (32 Wo.) |                       |
| 2009 | Joy                                                                           | US85 (3 Wo.)US | New Age1 (12 Wo.) |                       |
| 2010 | Never Alone                                                                   | — | New Age2 (38 Wo.) | feat. Lady Antebellum |
| 2010 | Home                                                                          | — | New Age2 (22 Wo.) |                       |
| 2011 | Yesterday Once More: A Tribute To The Music Of The Carpenters                 | — | New Age6 (3 Wo.) |                       |
| 2011 | Romanza                                                                       | — | New Age1 (52 Wo.) |                       |
| 2011 | All Is Calm: Peaceful Christmas Hymns                                         | US84 (3 Wo.)US | New Age1 (12 Wo.) |                       |
| 2012 | Love                                                                          | US141 (1 Wo.)US | New Age1 (53 Wo.) |                       |
| 2012 | Believe                                                                       | — | New Age2 (78 Wo.) |                       |
| 2013 | Piano Lullabies: Baby’s Bedtime Favorites                                     | — | New Age4 (25 Wo.) |                       |
| 2013 | Love 2                                                                        | — | New Age2 (39 Wo.) |                       |
| 2013 | The Magic of Christmas                                                        | US58 (1 Wo.)US | New Age1 (10 Wo.) |                       |
| 2014 | Blessings                                                                     | — | New Age5 (2 Wo.) |                       |
| 2014 | Pure Worship: A Soothing Collection of Contemporary Worship Melodies on Piano | — | New Age6 (13 Wo.) |                       |
| 2014 | Timeless                                                                      | — | New Age4 (39 Wo.) |                       |
| 2014 | On a Winter’s Night: The Songs and Spirit of Christmas                        | — | New Age2 (13 Wo.) |                       |
| 2015 | Pure Romance                                                                  | — | New Age2 (10 Wo.) |                       |
| 2015 | Soothe, Volume 1: Music to Quiet Your Mind & Soothe Your World                | — | New Age1 (14 Wo.) |                       |
| 2015 | Pure Piano                                                                    | — | New Age9 (1 Wo.) |                       |
| 2015 | Comfort & Joy: The Sweet Sounds of Christmas                                  | — | New Age4 (7 Wo.) |                       |
| 2016 | Pure Cinema: A Soothing Collection of Contemporary Movie Songs on Piano       | — | New Age3 (1 Wo.) |                       |
| 2016 | Freedom Rings: Piano Songs                                                    | — | New Age2 (1 Wo.) |                       |
| 2016 | Soothe, Volume 2: Sleep – Music for Tranquil Slumber                          | — | New Age1 (2 Wo.) |                       |
| 2017 | Wedding Songs: The Soundtrack for Your Day                                    | — | New Age6 (2 Wo.) |                       |
| 2017 | Soothe, Volume 3: Meditation – Music for Peaceful Relaxation                  | — | New Age6 (3 Wo.) |                       |
| 2017 | A Joyful Christmas                                                            | — | New Age2 (4 Wo.) |                       |
| 2018 | Soothe, Volume 4: Subzero – Sounds That Spark the Senses                      | — | New Age1 (1 Wo.) |                       |
| 2019 | Pure Carpenters                                                               | — | New Age9 (1 Wo.) |                       |
| 2019 | A Christmas Celebration                                                       | — | New Age2 (9 Wo.) |                       |

### Singles
| Jahr | Titel Album         | Höchstplatzierung, Gesamtwochen, AuszeichnungChartsChartplatzierungen (Jahr, Titel, Album, Platzierungen, Wochen, Auszeichnungen, Anmerkungen) | Anmerkungen                                       |
| Jahr | Titel Album         | US | Anmerkungen                                       |
| ---- | ------------------- | --- | ------------------------------------------------- |
| 1997 | Valentine Evolution | US50 (20 Wo.)US | mit Martina McBride Platz 9 der Hot Country Songs |

Weitere Singles
- By Heart (1996)
- Hero’s Dream (1996)
- Picture This (1997)
- The Gift (mit Collin Raye und Susan Ashton, 1997)
- After All These Years (mit Anne Cochran, 1998)
- Love of My Life (mit Michael W. Smith, 1999)
- Destiny (mit Jordan Hill und Billy Porter, 1999)
- The Love I Found in You (mit Dave Koz, 2000)
- Your Love (mit Michelle Wright, 2000)
- Simple Things (mit Rebecca Lynn Howard, 2001)
- A Mother’s Day (2002)
- You (featuring Jane Krakowski, 2003)
- Sending You a Little Christmas (mit Kristy Starling, 2004)
- Peace (Where the Heart Is) (featuring Collin Raye, 2004)
- ’Til I See You Again (2004)
- You (mit Tara MacLean, 2004)
- My Love Is Here (featuring Roch Voisine, 2005)
- Hear Me (Tears into Wine) (featuring Michael Bolton, 2005)
- I’m Amazed (mit Lila McCann, 2005)
- Beautiful (featuring Wayne Brady, 2005)
- Hideaway (When It Snows) (featuring Geoff Byrd, 2006)
- Never Alone (featuring Lady Antebellum, 2007)
- Coming Home for Christmas (mit Richie McDonald, 2007)
- Never Far Away (featuring Rush of Fools, 2009)
- Beautiful World (We’re All Here) (mit Adam Crossley, 2009)